# Siegfried Schürenberg
Siegfried Schürenberg, född Siegfried Wittig, 12 januari 1900 i Detmold, död 31 augusti 1993 i Berlin, var en tysk skådespelare. Han medverkade i tysk film och TV primärt som birollsskådespelare under åren 1933–1975, och var även verksam som dubbningsskådespelare.

## Filmografi i urval
- 1935 – Förgät mig ej
- 1936 – Förrädaren
- 1937 – Till främmande strand
- 1939 – Madame Butterfly
- 1955 – Den 20 juli - attentatet mot Hitler
- 1956 – Mysteriet Anastasia
- 1957 – Made in Germany
- 1957 – Som en stormvind
- 1957 – Jaktflygaren
- 1957 – Inte som du och jag
- 1957 – På återseende, Franziska
- 1958 – Flickan från storstaden
- 1959 – Resan
- 1959 – En skandalös historia
- 1959 – Bron
- 1959 – Skuggan av ett brott
- 1961 – Möte i fjällen
- 1969 – Veteranligan